# Övre Rotevaretjärn
Övre Rotevaretjärn är en sjö i Jokkmokks kommun i Lappland och ingår i Luleälvens huvudavrinningsområde. Sjöns area är 0,05 kvadratkilometer och den befinner sig 490 meter över havet.